# Rift Gregory

Rift Gregory en África Oriental

El rift Gregory es la rama oriental del sistema de fracturas del Rift de África Oriental. El rift está siendo causado por la separación de la placa somalí de la placa nubia, impulsada por una pluma térmica. Aunque el término se utiliza a veces en el sentido estricto del Rift de Kenia, la definición más amplia del rift Gregory es el conjunto de fallas y grabens que se extienden hacia el sur desde el Golfo de Adén a través de Etiopía y Kenia hasta el norte de Tanzania, pasando por encima de los levantamientos locales de los domos de Etiopía y Kenia. En la parte sur del rift Gregory se han encontrado fósiles de los primeros homínidos, los antepasados de los humanos.

## Etimología
El rift Gregory recibe su nombre en honor al geólogo británico John Walter Gregory, quien exploró la geología de la grieta en 1892–93 y 1919.

## Localización

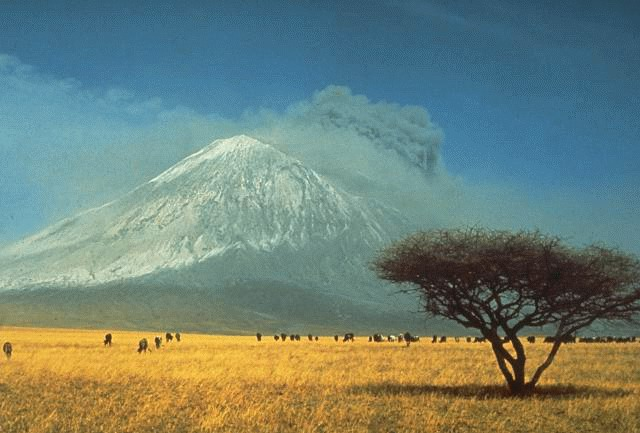
El volcán Ol Doinyo Lengai en erupción en 1966

El rift Gregory se encuentra dentro del cinturón de Mozambique, a menudo considerado como los restos de un sistema orogénico similar al del Himalaya. Este cinturón se extiende desde Etiopía a través de Kenia, Tanzania y Mozambique. La grieta es más ancha en el extremo norte, en la región de Afar, y se reduce a unos pocos kilómetros en el norte de Tanzania, para luego extenderse en la Divergencia del Norte de Tanzania. El rift Gregory tiene zonas que se elevan más de 3.000 metros sobre el nivel del mar, 1.000 metros por encima de la parte interior del graben. La parte tanzana incluye el monte Kilimanjaro, la montaña más alta de África, y la enorme caldera de Ngorongoro. En esta parte también se encuentra el Ol Doinyo Lengai, el único volcán de carbonatita activo del mundo.
Los lagos del rift, aparte del lago Turkana, son en su mayoría pequeños y poco profundos, algunos con agua dulce pero muchos salinos. Se desconoce el espesor de los sedimentos lacustres. En el lago Turkana parecen tener un grosor máximo de 4 kilómetros, en el semigraben de Baringo y Bogoria de 500 a 1.000 metros y en la depresión de Afar de hasta 100 metros.

## Exploración

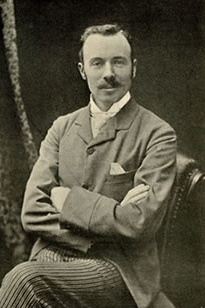
Joseph Thomson, primer geólogo en examinar la región

El primer geólogo europeo de renombre que exploró la región fue Joseph Thomson, miembro de una expedición en 1879-1880 patrocinada por la Real Sociedad Geográfica de Gran Bretaña. De sus observaciones dedujo la existencia de una gran falla.
Thomson regresó en 1883, viajando por el valle de la grieta en Kenia desde el monte Longonot hasta el lago Baringo. Describiendo el valle que rodea este lago dijo: "Imagínese si puede una depresión a 3.000 pies sobre el nivel del mar, y veinte millas de ancho, las montañas se elevan con gran brusquedad a ambos lados hasta una altura de 9.000 pies". John Walter Gregory visitó Kenia central en 1893 y de nuevo en 1919. Su libro de 1896 The Great Rift Valley se considera un clásico. Gregory fue el primer europeo conocido que utilizó el término "valle del rift", que definió como "un valle lineal con lados paralelos y casi verticales, que ha caído debido a una serie de fallas paralelas".
En 1913, el geólogo alemán Hans Reck realizó el primer estudio europeo de los estratos de la garganta de Olduvai, al oeste de las Tierras Altas del Cráter. Llevó a Berlín una gran colección de fósiles de mamíferos. En 1928, el antropólogo Louis Leakey visitó Berlín, donde vio que algunos de los materiales de Reck eran artefactos. Leakey comenzó a explorar Olduvai en la década de 1930 y a recoger material que ha llevado a reconocer el yacimiento como un importante centro de ocupación de los primeros homínidos.

## Desarrollo
El vulcanismo y la escisión se iniciaron en Kenia en la región septentrional de Turkana hace entre 40 y 35 millones de años y luego se extendieron hacia el norte y el sur. Hacia el sur, el vulcanismo y ls escisión se produjeron a la vez, primero en otras partes del norte de Kenia hace unos 30 millones de años, luego hace unos 15 millones de años en la parte central del rift de Kenia, hace 12 millones de años en el sur de Kenia y hace 8 millones de años en el norte de Tanzania. Cuando el rift llegó al cratón tanzano, se dividió en el rift Gregory oriental y el rift Albertino occidental, que están separados por la meseta de África Oriental, de 1.300 kilómetros de ancho. Los grandes volcanes en escudo situados cerca de los márgenes del cratón y en el cinturón adyacente de Mozambique emitieron grandes volúmenes de magmatismo basáltico a traquítico hace entre cinco y un millón de años, con fallas hace aproximadamente 1,2 millones de años.

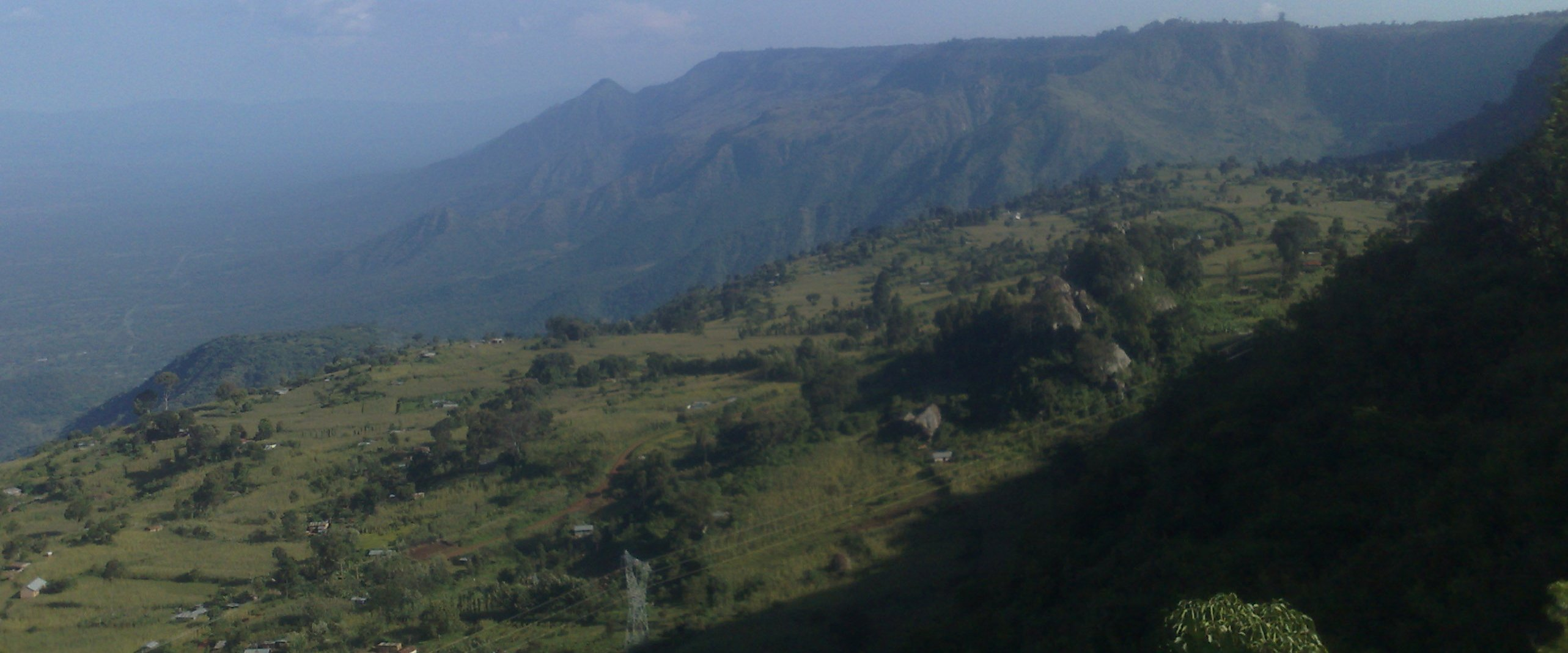
Acantilados occidentales del valle del rift oriental cerca de Iten con fallas escalonadas

La actividad volcánica comenzó en la meseta central de Etiopía hace unos 30 millones de años, mucho antes de que comenzara la escisión. El primer período de actividad depositó basaltos de inundación y riolitas de 500 metros a 2.000 metros de espesor. El levantamiento de la meseta etíope comenzó en esta época o poco después. Hace entre 30 y 10 millones de años, los volcanes de escudo depositaron entre 1.000 y 2.000 metros de material adicional sobre los basaltos de inundación etíopes. La fisuración en Etiopía comenzó hace unos 18 millones de años en el suroeste y hace 11 millones de años en las partes septentrionales de la Falla Principal de Etiopía, ya que la apertura del rift Gregory provocó la formación de la Triple Juntura de Afar. El vulcanismo del Pleistoceno medio en adelante formó una cadena de volcanes a lo largo del suelo de la grieta, dividiéndola en valles separados.
Hay algunos indicios de que la litosfera puede haberse adelgazado por debajo del rift Gregory, aunque según la geoquímica de los basaltos la litosfera tiene un grosor de al menos 75 kilómetros por debajo del sur de Kenia.